# Paragus basilewskyi
Paragus basilewskyi är en tvåvingeart som beskrevs av Doesburg 1955. Paragus basilewskyi ingår i släktet stäppblomflugor, och familjen blomflugor.
Artens utbredningsområde är Burundi. Inga underarter finns listade i Catalogue of Life.